# Pfeifer (Familienname)
Pfeifer ist ein deutscher Familienname.

## Herkunft und Bedeutung
Pfeifer kann von der Berufsbezeichnung abgeleitet werden, siehe Pfeifer (Musikant).

## Namensträger

### A
- Adam Pfeifer (1902–1944/45), deutscher Widerstandskämpfer gegen den Nationalsozialismus
- Albert Pfeifer (1919–1943), österreichisch-deutscher Skirennläufer
- Albert Pfeifer (Verleger) (?–1964), deutscher Zeitungsverleger
- Alexander Pfeifer (Pharmakologe) (* um 1965), deutscher Pharmakologe, Toxikologe und Hochschullehrer
- Alexander Pfeifer (* 2001), deutscher Handballspieler
- Alfred Pfeifer (* 1946), österreichischer Sänger, Regisseur und Rhetorikdozent
- Andrea Pfeifer (* 1957), deutsche Wissenschaftlerin und Toxikologin
- Andreas Pfeifer (General) (* 1965), deutscher Brigadegeneral
- Andreas Pfeifer (Journalist) (* 1965), Südtiroler Journalist und Hochschullehrer
- Andreas Pfeifer (Floorballspieler) (* 1985), österreichischer Floorballspieler
- Annemarie Pfeifer (* 1954), Schweizer Psychologin, Autorin und Politikerin (EVP)
- Anton Pfeifer (* 1937), deutscher Politiker (CDU)
- Arthur Pfeifer (1884–1976), deutscher Pädagoge
- Arthur Pfeifer (Architekt) (1878–1962), deutscher Architekt
- August Pfeifer (1877–1919), deutscher Jesuit, Theologe und Philosoph

### B
- Bernd Pfeifer (* 1955), deutscher Fußballtrainer
- Bernhard Pfeifer (1834–1861), deutscher Telegraphie-Ingenieur
- Boris Pfeifer (* 1972), österreichischer Schauspieler, Sänger und Musicaldarsteller

### C
- Carl J. Pfeifer (1929–2007), US-amerikanischer katholischer Geistlicher, Theologe, Autor und Publizist
- Cathrin Pfeifer (* 1962), deutsche Akkordeonspielerin

### D
- Daniela Pfeifer (* 1972), deutsche Politikerin (CDU)
- Dennis Pfeifer (* 1982), deutscher Politikwissenschaftler und Journalist
- Dieter Pfeifer (1946–2011), deutscher Basketballspieler
- Dieter Pfeifer (Schwimmer) (* 1936), deutscher Schwimmer
- Dietmar Pfeifer (Fußballspieler) (1940–2010), deutscher Fußballspieler und -trainer
- Dietmar Pfeifer (Mathematiker) (* 1953), deutscher Mathematiker und Hochschullehrer
- Dustin Pfeifer (* 1983), US-amerikanischer Basketballspieler

### E
- Eduard Pfeifer (1811–1881), deutscher Musiklehrer, Instrumenten- und Orgelbauer
- Emil Pfeifer  (1806–1889), deutscher Unternehmer
- Eric Pfeifer (* 1982), Psychotherapeut, Musiktherapeut und Hochschullehrer
- Erik Pfeifer (* 1987), deutscher Boxer
- Ernst Pfeifer (1862–1948), deutscher Bildhauer
- Erwin Pfeifer (1909–nach 1971), deutscher Unternehmer
- Eugen Pfeifer (1848–1915), deutscher Unternehmer

### F
- Felicitas Pfeifer (* vor 1955), deutsche Biologin und Hochschullehrerin
- Felix Pfeifer (1871–1945), deutscher Bildhauer und Medailleur
- Ferdinand Pfeifer (1854–1894), deutscher Architekt
- Franz Julius Pfeifer (1832–1897), böhmisch-österreichischer Agronom und Politiker
- Franz Xaver Pfeifer (1829–1902), deutscher Geistlicher, Theologe und Philosoph
- Friedl Pfeifer (1911–1995), österreichischer Skirennläufer
- Friedrich Pfeifer (1876–1946), deutscher Unternehmer, Heimatforscher und Museumsgründer
- Fritz Pfeifer (Widerstandskämpfer) (1914–1945), deutscher Widerstandskämpfer gegen den Nationalsozialismus
- Fritz Pfeifer (1919–1993), deutscher Schauspieler, siehe Fritz Straßner

### G
- Gerhard Pfeifer (Mediziner) (1921–2003), deutscher Kieferchirurg
- Gerhard Pfeifer (Theologe) (* 1923), deutscher Theologe
- Gerhard Pfeifer (Offizier) (* 1964), österreichischer Offizier
- Gottfried Pfeifer (1901–1985), deutscher Geograph und Hochschullehrer
- Guido Pfeifer (* 1968), deutscher Rechtswissenschaftler
- Günter Pfeifer (* 1943), deutscher Architekt
- Günter Pfeifer (Jurist) (* 1952), deutscher Jurist und Hochschullehrer
- Gustav Pfeifer (* 1966), italienischer Historiker und Archivar

### H
- Hadwig Pfeifer-Lantschner (1906–2002), österreichisch-deutsche Skirennläuferin
- Hanns Pfeifer (1902–1989), deutscher Zeichner
- Hans Pfeifer (Baurat) (1849–1933), deutscher Oberbaurat und Fachautor
- Hans Pfeifer (Heimatforscher) (1929–2024), deutscher Lehrer und Heimatforscher
- Hans Pfeifer (Klarinettist) (1934–2019), deutscher Klarinettist und Hochschullehrer
- Hans H. Pfeifer (* 1948), deutscher Politiker (SPD)
- Hans-Rudolf Pfeifer (* 1949), Schweizer Hydrogeologe und Hochschullehrer
- Hans-Ulrich Pfeifer-Schaupp (* 1955), deutscher Hochschullehrer für Sozialarbeitswissenschaft
- Hans-Wolfgang Pfeifer (1931–2002), deutscher Verleger
- Harald Pfeifer (Journalist) (* 1951), deutscher Autor und Journalist
- Harry Pfeifer (1929–2008), deutscher Physiker
- Heinrich Pfeifer (Verleger, 1837) (1837–1911), böhmisch-österreichischer Verleger
- Heinrich Pfeifer (Verleger, 1862) (1862–1936), österreichisch-tschechischer Verleger und Turnfunktionär
- Heinrich Pfeifer (1905–1949), deutscher Geheimdienstler
- Heinz Pfeifer (1914–nach 1978), deutscher Wirtschaftsmanager
- Helfried Pfeifer (1896–1970), österreichischer Politiker (VdU/FPÖ) und Hochschullehrer
- Hellmuth Pfeifer (1894–1945), deutscher Offizier, zuletzt Generalleutnant im Zweiten Weltkrieg
- Helmut Pfeifer (1922–2006), deutscher Zahnarzt und Chirurg
- Henrik Pfeifer (* 1968), deutscher Fotograf, Regisseur und Drehbuchautor
- Herman Pfeifer (1879–1931), US-amerikanischer Maler und Illustrator
- Hermann Pfeifer (Architekt) (1859–1940), deutscher Architekt und Hochschullehrer
- Hermann Pfeifer (Fabrikant) (1928–2000), deutscher Fabrikant
- Hugo Pfeifer (1902–1991), deutscher Ingenieur und Unternehmer

### I
- Ignácz Pfeifer (1867–1941), ungarischer Chemiker

### J
- Jacqueline Pfeifer (* 1995), deutsche Skeletonpilotin
- Jens Pfeifer (* 1976), deutscher Filmemacher
- Johann Pfeifer (Lyriker) (1820–1888), österreichischer Lyriker
- Johann Pfeifer (Unternehmer) (1833–1909), deutscher Unternehmer
- Johannes Pfeifer, deutscher Ökonom
- Jörg Pfeifer (* 1952), deutscher Leichtathlet
- Josef Pfeifer (Maler, 1776) (1776–1841), österreichischer Maler
- Josef Pfeifer (Maler, 1800) (1800–1874), österreichischer Maler
- Josef Pfeifer (Politiker, 1887) (1887–1971), österreichischer Politiker (SPÖ)
- Josef Pfeifer (Politiker, 1933) (1933–2022), österreichischer Politiker (SPÖ)
- Josef Pfeifer (Politiker, 1942) (* 1942), österreichischer Politiker (SPÖ)
- Joseph L. Pfeifer (1892–1974), US-amerikanischer Politiker
- Joseph W. Pfeifer (* 1956), US-amerikanischer Feuerwehrmann und Hochschullehrer
- Josip Pfeifer (1835–1906), österreichischer Lokalhistoriker und Verwaltungsbeamter
- Judith Nika Pfeifer (* 1975), österreichische Autorin
- Julius Pfeifer (Industrieller) (1864–1934), österreichisch-tschechischer Industrieller und Politiker des Abgeordnetenhauses
- Julius Pfeifer (Sänger) (* 1974), deutscher Sänger (Tenor)
- Julius Anton Pfeifer (1834–1906), böhmisch-österreichischer Industrieller und Landtagsabgeordneter

### K
- Karl Pfeifer (Maler) (1900–1983), deutscher Maler
- Karl Pfeifer (Politiker) (1911–2003), deutscher Politiker (DP), MdBB
- Karl Pfeifer (Journalist) (1928–2023), österreichischer Journalist und Autor
- Karl Pfeifer (Schauspieler) (1953–2022), österreichischer Schauspieler und Kabarettist
- Katharina Krawagna-Pfeifer (* 1956), österreichische Journalistin
- Klaus Pfeifer (Sportwissenschaftler) (* 1964), deutscher Sportwissenschaftler
- Klaus-Jürgen Pfeifer (* 1943), deutscher Radiologe
- Klaus-Peter Pfeifer (* 1954), deutscher Kirchenmusiker, Dirigent, Sänger und Gesangspädagoge

### L
- Ludwig Pfeifer (1908–1970), Widerstandskämpfer gegen den Nationalsozialismus, deutscher Politiker (SPD), Landrat des Kreises Dieburg
- Ludwig Pfeifer (Geistlicher) (1908–1979), deutscher katholischer Geistlicher, Prälat und Regens

### M
- Mandy Pfeifer (* 1977), deutsche Politikerin
- Manfred Pfeifer (1934–2003), deutscher Fußballspieler
- Manuel Pfeifer (Politiker) (* 1991), österreichischer Politiker (FPÖ)
- Manuel Pfeifer (Fußballspieler) (* 1999), österreichischer Fußballspieler
- Marc-Nicolai Pfeifer (* 1980), deutscher Fußballmanager
- Mario Pfeifer (* 1981), deutscher Filmemacher
- Marion Pfeifer (* 1956), deutsche Fußballspielerin
- Martin Pfeifer (Germanist) (auch Martin Pfeiffer; 1928–1994), deutscher Germanist und Literaturwissenschaftler
- Martin Pfeifer (Fußballspieler) (* 1979), österreichischer Fußballspieler
- Martin Pfeifer (Floorballspieler) (* 1984), österreichischer Floorballspieler
- Melanie Pfeifer (* 1986), deutsche Kanutin
- Michael David Pfeifer (* 1937), US-amerikanischer Geistlicher, Bischof von San Angelo

### O
- Olga Pfeifer (* 1973), deutsche Basketballspielerin
- Otto Pfeifer (1914–1999), Schweizer Fotograf

### P
- Paul Pfeifer (Ingenieur) (1858–nach 1892), deutscher Ingenieur und Professor für Eisenbahnbau
- Paul Pfeifer (Jurist) (Paul E. Pfeifer; * 1942), US-amerikanischer Jurist und Politiker
- Peter Pfeifer (Chemiker) (* 1939), deutscher Chemiker, Didaktiker und Hochschullehrer
- Peter Pfeifer (Ingenieur) (* 1970), deutscher Ingenieur, Chemiker und Hochschullehrer
- Petra Schott-Pfeifer (* 1963), deutsche Richterin und Verfassungsrichterin

### R
- Richard Arwed Pfeifer (1877–1957), deutscher Mediziner und Hirnforscher
- Roland Pfeifer (* 1964), österreichischer Skirennläufer und Trainer
- Rolf Pfeifer (* 1947), Schweizer Informatiker
- Rudolf Pfeifer (Unternehmer) (1862–1926), österreichisch-tschechischer Unternehmer
- Rudolf Pfeifer (Schriftsteller) (1875–1935), österreichischer Bankmanager und Schriftsteller

### S
- Sabine Pfeifer (* 1980), deutsch-holländische Sängerin, Moderatorin und Schauspielerin
- Samuel Pfeifer (* 1952), Schweizer Psychiater und Psychotherapeut
- Scott Pfeifer (* 1977), kanadischer Curler
- Sebastian Pfeifer (1898–1982), deutscher Ornithologe
- Siegfried Pfeifer (1926–2021), deutscher Pharmazeut und Hochschullehrer
- Silvia Maria Melo Pfeifer (* 1977), portugiesische Fremdsprachdidaktikerin
- Stefan Pfeifer (Fußballspieler) (* 1998), österreichischer Fußballspieler
- Stefan Pfeifer-Galilea (* 1961), deutscher Jazzmusiker

### T
- Tadeus Pfeifer (1949–2010), Schweizer Schriftsteller
- Theo Pfeifer (* 1953), deutscher Schauspieler
- Theodor Pfeifer (1867–1916), böhmisch-österreichischer Internist
- Thomas Pfeifer (* 1977), deutscher Physiker
- Tilo Pfeifer (* 1939), deutscher Ingenieur und Hochschullehrer für Fertigungsmesstechnik und Qualitätsmanagement
- Tobias Pfeifer-Helke (* 1971), deutscher Kunsthistoriker und Kurator

### U
- Ulrich Pfeifer (Fluchthelfer) (* 1935), deutscher Fluchthelfer
- Ulrich Pfeifer (Mediziner) (* 1936), deutscher Pathologe, Hochschullehrer und Verbandsfunktionär
- Uwe Pfeifer (* 1947), deutscher Maler und Grafiker

### V
- Valentin Pfeifer (Kaufmann) (1763–1840), deutscher Kaufmann
- Valentin Pfeifer (Unternehmer) (1837–1909), deutscher Unternehmer
- Valentin Pfeifer (Heimatforscher) (1886–1964), deutscher Lehrer, Heimatforscher und Schriftsteller
- Viktor Pfeifer (* 1987), österreichischer Eiskunstläufer

### W
- Walter Pfeifer (Mediziner) (1910–nach 1967), deutscher Röntgenologe und Verbandsfunktionär
- Walter Pfeifer (Dirigent) (* 1945), deutscher Musiker und Dirigent
- Werner Pfeifer (Architekt) (1919–1972), österreichischer Architekt
- Werner Pfeifer (Schauspieler) (1929–2016), deutscher Schauspieler
- Werner Pfeifer (Fußballspieler) (* 1941), deutscher Fußballspieler
- Wilhelm Pfeifer (1913–1999), deutscher Rechtsanwalt, Politiker (CDU) und Autor
- Wolfgang Pfeifer (Etymologe) (1922–2020), deutscher Germanist und Linguist
- Wolfgang Pfeifer (Fußballspieler) (* 1935), deutscher Fußballspieler
- Wolfgang Pfeifer (Politiker) (* 1946), deutscher Politiker (CDU), MdL Sachsen
- Wolfgang Pfeifer (Önologe) (1952–2020), deutscher Önologe